# Skjern Å
Die Skjern Å in Jütland ist der wasserreichste Fluss Dänemarks. Sie entspringt 12 km westlich von Horsens im Naturschutzgebiet Tinnet Krat. Kurz nach der Quelle durchfließt sie beim Nedergård Skov (Wald) zwei kleine Seen. Nach etwa 94 Kilometern in ziemlich genau westlicher Richtung mündet der Fluss bei Skjern in den Ringkøbing Fjord, eine Lagune an der Westküste der Halbinsel. Durch ein Seegatt bei Hvide Sande ist der Ringkøbing Fjord mit der Nordsee verbunden.
Zwei Kilometer westsüdwestlich der Quelle der Skjern Å entspringt die Gudenå, Dänemarks längster Fluss, die nach überwiegend nördlicher Fließrichtung bei Randers nach Osten ins Kattegat mündet.

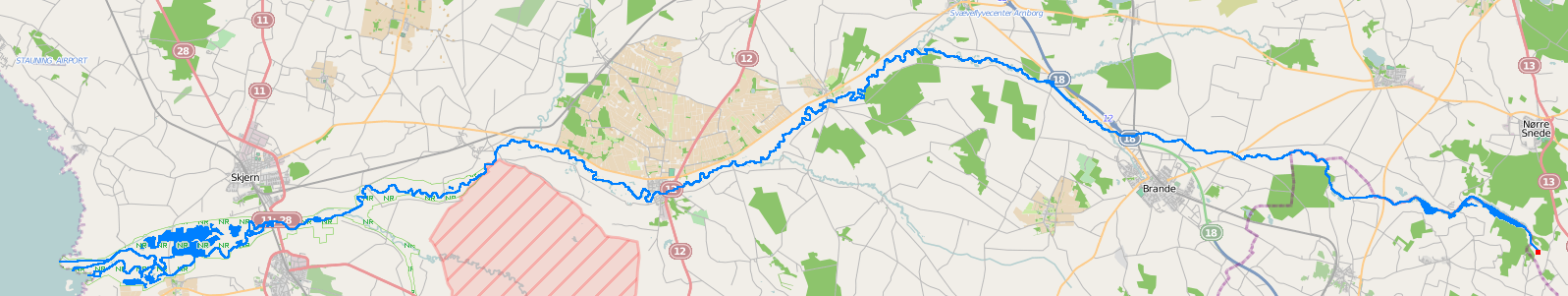
Skjern Å bei OpenStreetMap